# Brecht Rodenburg
Engelbrecht "Brecht" Rodenburg, född 24 december 1967 i Nieuwerkerk aan den IJssel, är en nederländsk före detta volleybollspelare.
Rodenburg blev olympisk guldmedaljör i volleyboll vid sommarspelen 1996 i Atlanta.